# Coronilla viminalis
Coronilla viminalis là một loài thực vật có hoa trong họ Đậu. Loài này được Salisb. miêu tả khoa học đầu tiên.

## Hình ảnh

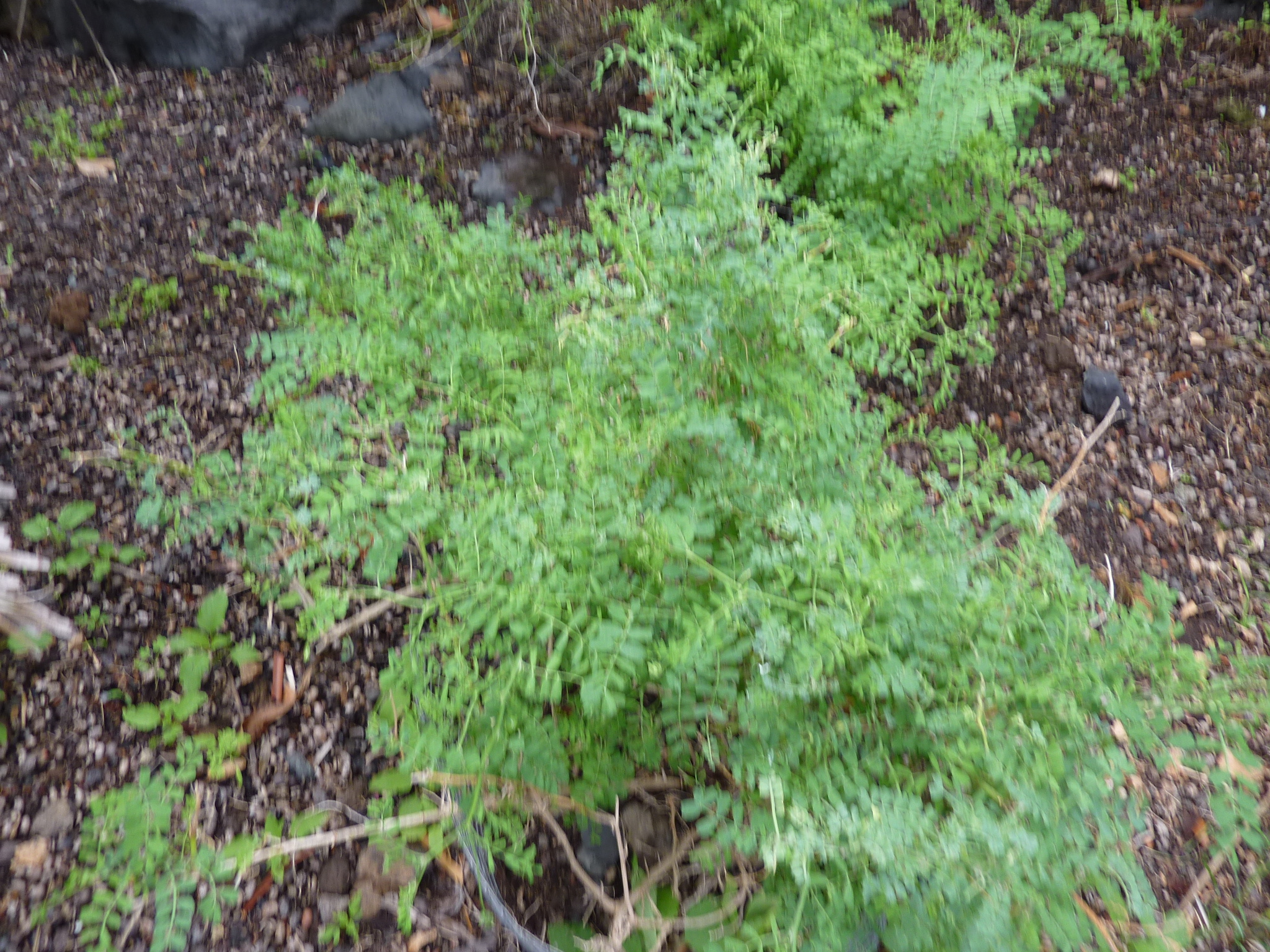